# Sundasciurus tenuis
Sundasciurus tenuis is een zoogdier uit de familie van de eekhoorns (Sciuridae). De wetenschappelijke naam van de soort werd voor het eerst geldig gepubliceerd door Horsfield in 1824.

## Voorkomen
De soort komt voor in Brunei, Indonesië, Maleisië, Singapore en Thailand.